# Guadalquivir
De Guadalquivir is een rivier in Andalusië (Zuid-Spanje). Zij ontspringt in de Sierra de Cazorla, is 657 kilometer lang en mondt uit in de Golf van Cádiz.
Aan de monding zou de legendarische stadstaat Tartessos gelegen hebben.
De rivier stroomt door volgende Andalusische provincies Jaén, Córdoba, Sevilla, Huelva en Cádiz. Zij is bevaarbaar vanaf Córdoba, voor zeeschepen enkel vanaf Sevilla.
Belangrijke steden aan de rivier: Andújar, Córdoba, Sevilla, Sanlúcar de Barrameda.

## Etymologie
De naam is afkomstig van het Arabisch: al-wādĩ al-kabir (الوادي الكبير) = de grote vallei. Wadi is rivierdal of vallei en kabir, dat quivir werd, betekent groot.
Deze naam kreeg de rivier van de Moren die Spanje veroverden in de 8e eeuw. Voorheen heette de rivier Baetis.

## Waterafvoer
Het is vooral een regenrivier. De meeste neerslag valt in de wintermaanden en in het voorjaar komt daar nog het water van de gedooide sneeuw bij.
Overstromingen in het stroomgebied van de Guadalquivir hebben door de geschiedenis heen voor veel problemen gezorgd, vooral in de provincie Sevilla, waar veel sediment uit de rivier is neergeslagen en het terrein vlak is. Door maatregelen, zoals de aanleg van stuwmeren, zijn de problemen opgelost voor de stad Sevilla, maar niet stroomopwaarts voor Córdoba en andere plaatsen. Deze werden getroffen door overstromingen in december 1996, december 1997 en maart en december 2010. De grootste overstroming van de 20ste eeuw was die van februari 1963 met een debiet van 5400 m³/s in Córdoba en 6000 m³/s in Sevilla. De regulering van de rivier en de zijrivieren heeft effect gesorteerd. In december 1996 en precies een jaar later kwam het debiet in Sevilla niet hoger dan 3810 m³/s.

## Amerikahandel
Door de ontdekking van Amerika door Christoffel Columbus in 1492 nam het belang van de rivier toe. De Spaanse kroon maakte in 1503 Sevilla het centrum voor de handel met Amerika. Hier kwam de Casa de Contratación, een organisatie die tot doel had de handel en navigatie met Amerika te regelen en te bevorderen. Dit betekende ook dat alle vloten van en naar Amerika Sevilla als havenplaats moesten gebruiken. Voor de schepen was dit een moeilijke reis, Sevilla ligt zo'n 100 kilometer landinwaarts en de rivier er naar toe was ondiep, modderig en niet zonder gevaren. Schepen naar Amerika deden na het vertrek uit Sevilla nog Sanlúcar de Barrameda of Cádiz aan om de laatste lading in te nemen. Schepen uit Amerika mochten alleen in Sevilla afmeren om daar het zilver en andere kostbaarheden te lossen zodat de belasting werd geïnd en smokkel werd tegengegaan.
Sevilla was een haven geschikt voor kleine schepen. Er waren scheepswerven voor kleine schepen voor gebruik op de rivier, maar voor grote schepen waren de faciliteiten pover. Naarmate de schepen groter werden kwamen meer nadelen van Sevilla als havenplaats aan het licht. De zandbanken in de rivier maakten de reis gevaarlijk. Onbeladen schepen liggen hoog in het water en zijn vatbaar voor de wind en zijn mede daardoor moeilijk bestuurbaar om ondiepten te ontwijken. Er werd gebaggerd om de vaarweg open te houden, de lading werd overgeslagen in kleinere schepen om de diepgang te verminderen en er lagen galeien met roeiers klaar om, als sleepboten, de zeilschepen te helpen in hun reis tussen Sevilla en de monding aan de kust. De grote en zwaarbewapende galjoenen met zilver uit Amerika werden gelost ver voor Sevilla en de lading met galeien verder stroomopwaarts naar de stad vervoerd. De rivier werd druk bevaren door grote en kleine schepen met ongelukken tot gevolg. De wrakken vormden een extra gevaar voor de scheepvaart. Dit inefficiënte proces resulteerde ook in hoge kosten. In 1680 werd Cádiz officieel als belangrijkste haven aangewezen, iets wat al langer in de praktijk gaande was. In 1717 besloot de Spaanse kroon de belangrijke administratieve functies en handelsbelangen van Sevilla naar Cádiz te verhuizen. De rol van de rivier in de internationale handel nam hierdoor nog verder af.
- Biblioteca Nacional de España: XX452069
- Gemeinsame Normdatei: 4094186-3
- Library of Congress Control Number: sh85057567
- Nationale Bibliotheek van Israël: 987007543309705171